# Eric Woolfson
Eric Woolfson (18. března 1945 Glasgow, Skotsko – 2. prosince 2009 Londýn, Anglie) byl britský hudebník, zpěvák, klávesista, hudební producent a skladatel, jeden ze zakladatelů rockové skupiny The Alan Parsons Project.
The Alan Parsons Project vznikli díky spolupráci Skota Woolfsona a Angličana Alana Parsonse v roce 1975. Do konce 80. let vydali 10 studiových alb, při vytváření jedenáctého, které se mělo jmenovat Freudiana, se ale projevily autorské neshody mezi oběma hudebníky a Freudiana nakonec vyšla jako první sólové album Erica Woolfsona. Tím také skončila existence skupiny The Alan Parsons Project.
Woolfson se následně začal pohybovat v oblasti muzikálů. Napsal díla jako Gaudi nebo Gambler, která jsou známá především v Německu a Rakousku.
Zemřel v prosinci 2009 na rakovinu.